# 勝利紀念碑站
胜利纪念碑站為曼谷BTS（高架電車）蘇坤蔚線上的一座車站，位于泰国的首都曼谷之拉差贴威县的帕亚泰路，車站編號為N3。許多學生在此車站一帶活動，醫院集中在西方，公共汽車及長途客車的集中地。

## 临近地点
- 勝利紀念碑：二戰泰國軍國主義的遺物
- 拉差贴威县署
- 皇權免稅品店（King Power Duty Free）
- 拉差威铁路（Ratchawithi Road）
  - 拉差威铁医院（Ratchawithi Hospital）
  - 拉玛六世国王醫院（Phra Mongkut Klao）
  - 聚乐达皇宮（Chitratda Palace）：泰国君主在曼谷的皇宫
  - 律实动物园（Dusit Zoo 拉玛五世国王的御苑）
  - 世紀花園飯店（Century Park Hotel，四星飯店）

## 外部連結
- 曼谷集體運輸系統（架空電車）的官方網站
- 皇權免稅店的官方網站
- 叻猜威提醫院的位置圖 （页面存档备份，存于）
- 世紀花園飯店的官方網站 （页面存档备份，存于）